# Росаріо (річка)
Росаріо (ісп. Río Rosario) — річка у республіці Уругвай.

## Географія
Річка починає витоки на узвищенні Кучіл'я-Гранде-Інферіор у департаменті Колонія неподалік від кордону з департаментом Сан-Хосе, Флорес та Соріано, що за декілька кілометрів на південний схід від міста Флоренсіо-Санчес. Протікає з півночі на південь, впадає у Ла-Плату.
Довжина річки складає 80 км, а її басейн займає площину біля 1745 км².